# Jacob Ayrer
Jacob Ayrer (ca. 1543 – 26. marts 1605 i Nürnberg) var en tysk dramatiker, elev af Hans Sachs og engelske komedianter, 
Han flygtede som protestant til Nürnberg fra bispestaden Bamberg, hvis rimkronik han har skrevet. Som ung var Ayrer isenkræmmer i Nürnberg, siden selvlært jurist i Bamberg og til sin død højtstående juridisk embedsmand i Nürnberg. Uden dybere tankeliv, men fantasifuld, opfindsom og folkelig djærv i sit lune. Ayrer lånte fra England »Singets Spiel«, hvori replikkerne blev sungne til en folkevisemelodi eller en mestersangertone. Hans mange dramaer, lystspil, farcer (»Possen«) og syngestykker udkom først efter hans død og har ofte samme stofkilder som Shakespeares. De er udgivne af Keller i fem bind (1864-65).